# Kincraig
Kincraig (Schots-Gaelisch: Ceann na Creige) is een dorp ten noorden van Kingussie en ten zuiden van Aviemore in de Schotse lieutenancy Inverness in het raadsgebied Highland.